# Via Romea Francigena (EV5)
Die Route EuroVelo 5 – Via Romea (Francigena) ist ein europäischer Radfernweg. Sie führt über ca. 3900 Kilometer von London über die Alpen in die italienische Hafenstadt Brindisi. Der Name kommt von der lateinischen Bezeichnung Via Romea Francigena, was so viel bedeutet wie „Der Weg nach Rom, der von Frankreich kommt“. Diese Nord-Süd-Strecke verläuft durch sieben Länder: Großbritannien, Frankreich, Belgien, Luxemburg, Deutschland, Schweiz und Italien.

## Route

### In Großbritannien
In England komplett angelegt und ausgeschildert führt sie über den National Route NCR1 von London über Rochester, Canterbury, Sandwich nach Dover.
Ein Teil der Strecke verläuft verkehrsfrei – u. a. auf der Thames Path Cycle Route und dem Crab and Winkle Way, wie die ehemalige Bahnstrecke Canterbury–Whitstable genannt wird.

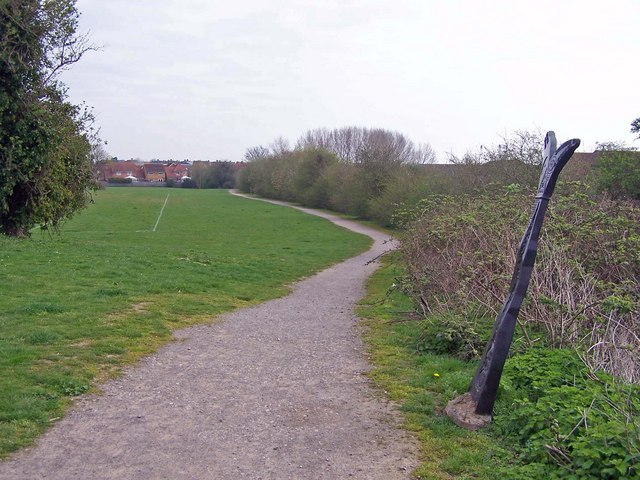
Der EV5 in Kemsley, Kent
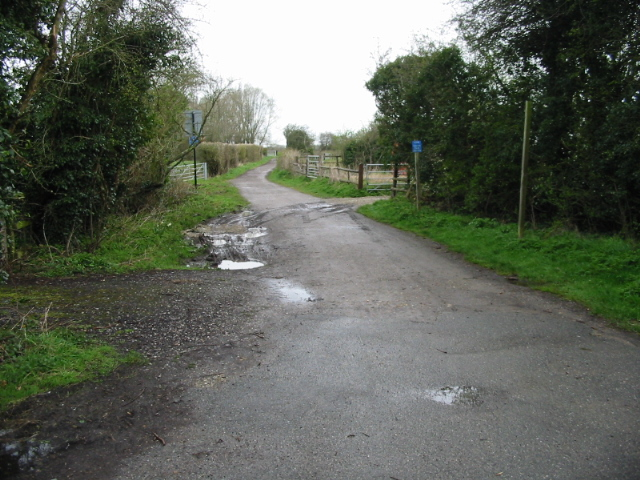
Der EV5 zwischen Whitstable und Canterbury, Kent
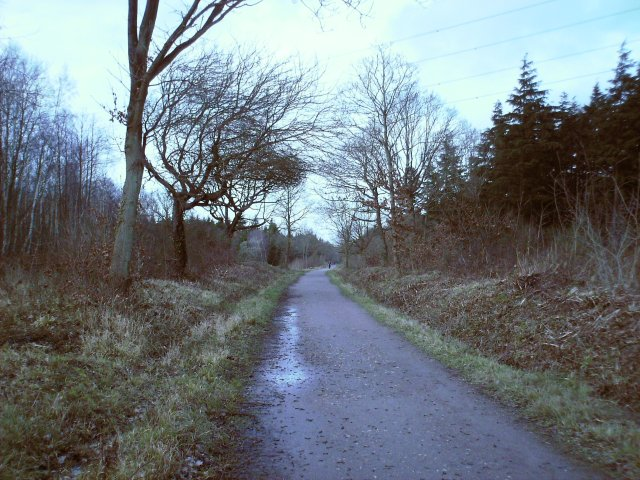
Crab and Winkle cycle path

### In Frankreich
Zwei Abschnitte des EV5 verlaufen in Frankreich.
Der nördliche Abschnitt ist noch in Planung. Er soll von Calais über Béthune nach Lille und dann entlang des Canal de Roubaix nach Roubaix und zur belgischen Grenze führen.
Der zweite Abschnitt beginnt in Saargemünd und führt über Straßburg nach Mülhausen. Die Streckenführung erfolgt über eine Reihe von Kanälen: 
- dem Saarkanal von Saargemünd nach Gondrexange
- dem Rhein-Marne-Kanal von Gondrexange nach Straßburg
- dem alten Breuschkanal von Straßburg nach Soultz-les-Bains
- Véloroute du vignoble d'Alsace von Soultz-les-Bains nach Cernay

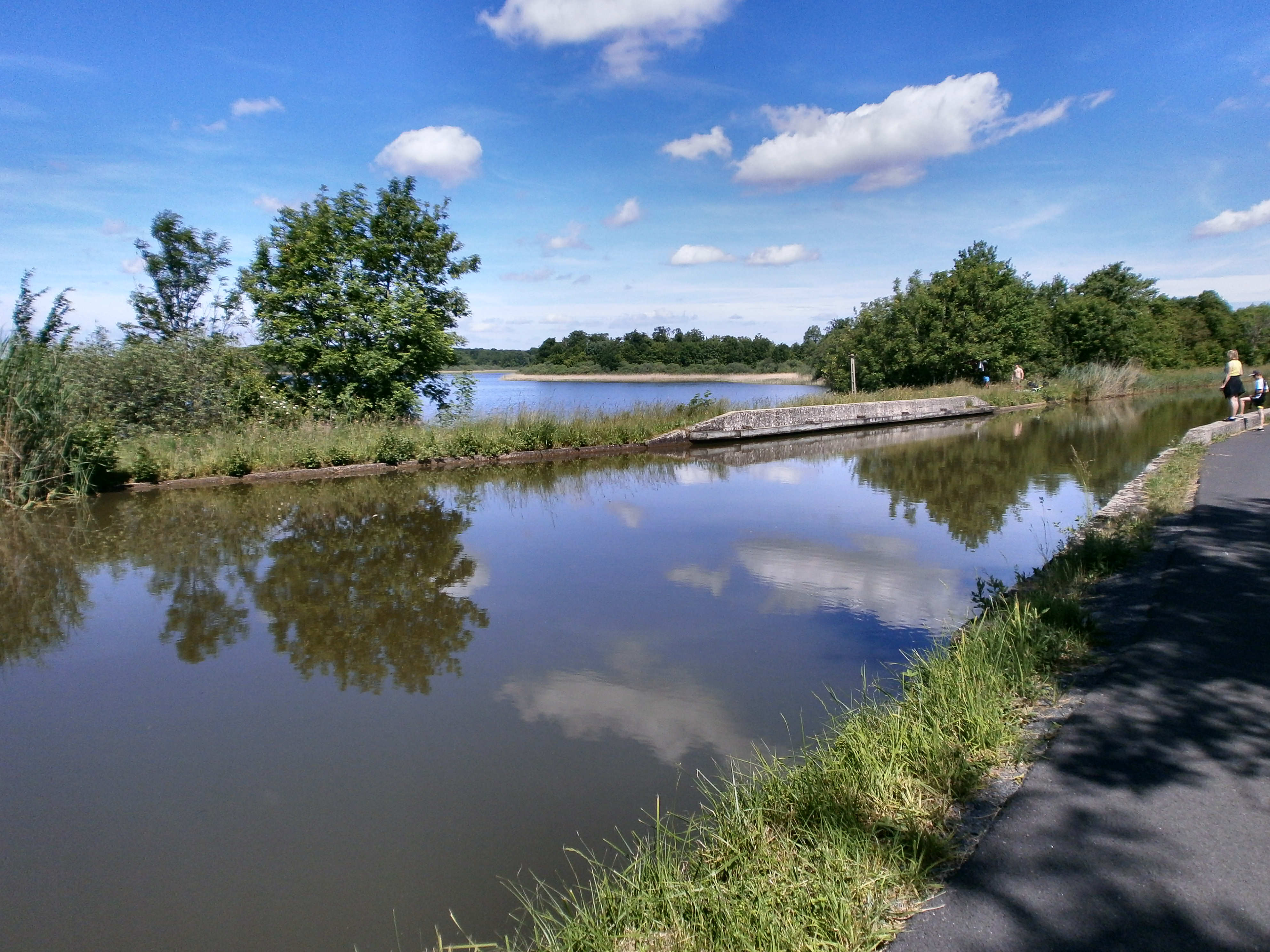
Der EV5 entlang des Saarkanals, Lothringen, Frankreich

### In Belgien
In Belgien führt der EV5 ab Geraardsbergen über die LF6 (Flandern Radroute) nach Brüssel. In der Wallonie erfolgt die Streckenführung über das RAVeL-Netz über Namur und Dinant nach Martelange.

### In Luxemburg
Durch Luxemburg folgt der EV5 Strecken des Radnetz Luxemburg: PC18, PC17, PC12, PC13, Luxembourg-Ville route No. 2, PC1, PC11, PC7 und PC3. Dabei führt der Weg von der belgischen Grenze über Luxemburg (Stadt) und weiter zur deutsch-französischen Grenze bei Schengen, um dann durch Deutschland bis Saarbrücken weiterzugehen.
Die Route ist in Luxemburg nur von der belgischen Grenze bis Luxemburg (Stadt) angelegt. Der östliche Teil ist noch im Aufbau.

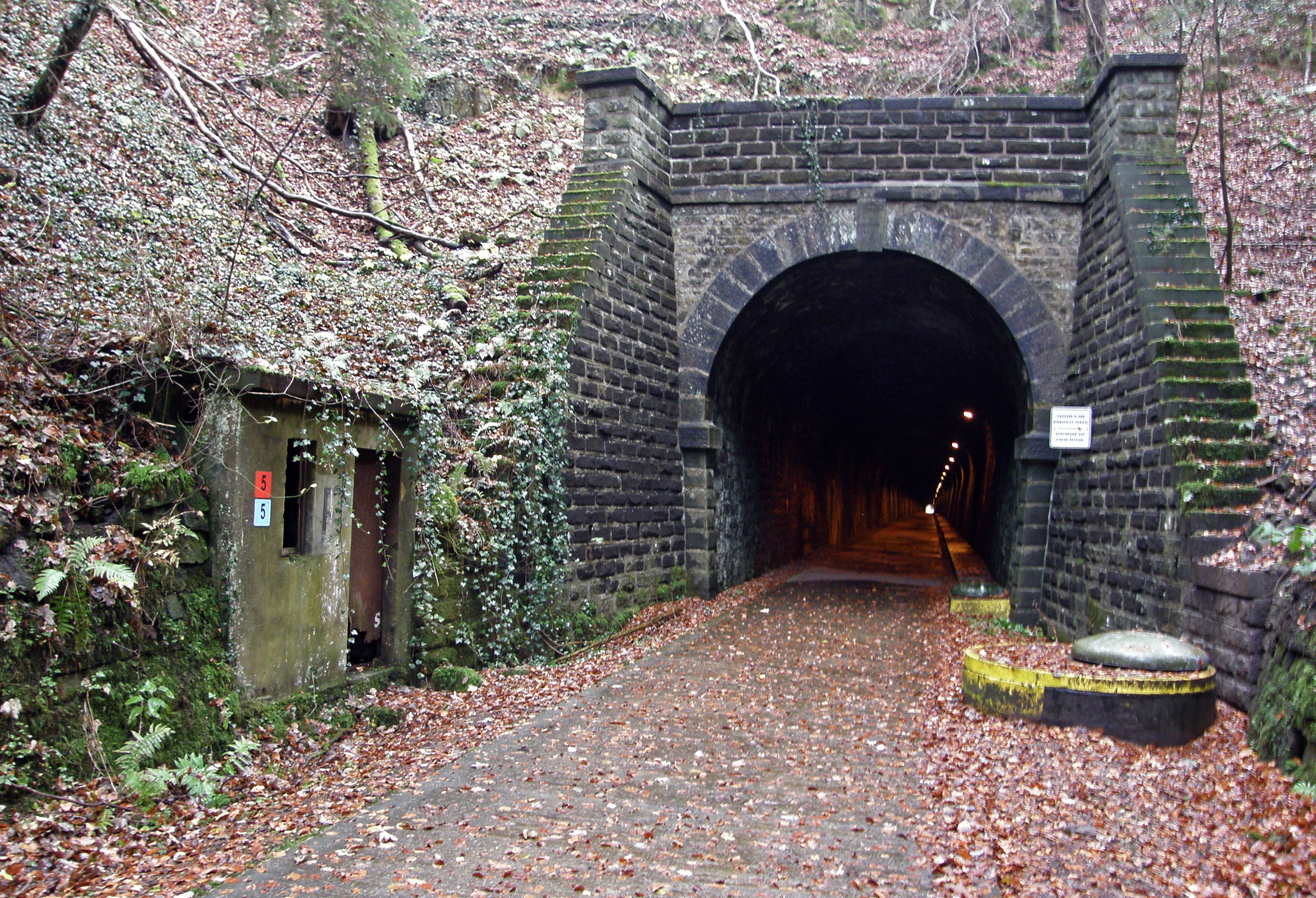
Der Tunnel von Hobscheid auf dem Radweg PC12 durch Luxemburg

### In Deutschland
Die deutsche Strecke der EuroVelo 5 führt über ca. 80 km durch das Saarland, von der luxemburgischen Grenze bei Schengen über Saarlouis nach Saarbrücken und von dort weiter ins französische Saargemünd. Von dort geht es weiter über den ostfranzösischen Abschnitt des EV5 (siehe oben).

### In der Schweiz
In der Schweiz ist der EV5 komplett angelegt. Er folgt der nationalen Fahrradroute 3.
Der Weg führt über Basel, Aarau, Luzern, Andermatt, den Gotthardpass, Bellinzona und Locarno nach Chiasso.

### In Italien
In Italien ist der EV5 noch im Aufbau bzw. Planung.
In Italien folgt der Routenverlauf des EV5 dem BicItalia BI 3 Ciclovia dei Pellegrini und führt durch Mailand, Pavia, Fidenza, Piacenza, Parma, Berceto, Aulla, Florenz, Siena, Bolsena, Rom, Fiuggi, Cassino, Benevento, Candela, Gravina in Puglia, Tarent und Brindisi.